# Athletic and Running Club de Bruxelles
Athletic & Running Club de Bruxelles was een Belgische sportclub uit Ukkel en nadien Brussel. 

## Geschiedenis
De sportclub was opgericht op 14 juni 1883 als atletiekclub onder de naam Société des Courses Pédestres de Bruxelles, welke later veranderd werd in Running Club de Bruxelles. In november 1884 kwam het tot een scheuring na interne twisten en enkele leden stichtten de Athletic Club. Vermits beide clubs financiële problemen hadden, zochten ze toenadering tot elkaar en in 1888 smelten beide clubs weer samen. Zo kreeg de club haar definitieve benaming Athletic & Running Club de Bruxelles. De atletiekclub was zeer succesvol en behaalde in zijn korte bestaan 53 Belgische titels.
In 1896 startte de club met een voetbalafdeling, naar het voorbeeld van andere Brusselse clubs uit die tijd. De ploeg speelde in rood-wit in een zuidelijke wijk van Ukkel, later binnen de Brusselse stadsgrenzen. De ploeg nam voor het eerst deel aan de Belgische hoogste voetbalafdeling in 1896, en bleef daar tot in het seizoen 1904-05, toen niet genoeg spelers meer konden worden gevonden en de ploeg zich moest terugtrekken. In 1909 werd de voetbalclub opgedoekt. De club had zijn hoogste resultaat behaald in 1900, toen het derde was geëindigd op zes deelnemers.

## Resultaten
| Seizoen | Klasse | Klasse | Reeks          | Punten | Opmerkingen |
|         | I      | II     |                |        |             |
| ------- | ------ | ------ | -------------- | ------ | ----------- |
| 1896/97 | 5      |        | Ere Afdeling   | 7      |             |
| 1897/98 | 4      |        | Ere Afdeling   | 6      |             |
| 1898/99 | 4      |        | Ere Afdeling   | 7      |             |
| 1899/00 | 3      |        | Ere Afdeling   | 12     |             |
| 1900/01 | 4      |        | Ere Afdeling   | 18     |             |
| 1901/02 | 4      |        | Ere Afdeling B | 6      |             |
| 1902/03 | 3      |        | Ere Afdeling B | 6      |             |
| 1903/04 | 6      |        | Ere Afdeling A | 6      |             |
| 1904/05 | 11     |        | Ere Afdeling   | 0      |             |

## referenties
1. ↑   Ostyn T., “Omdan ze nog en kèr un joâr oekder zin” - Geschiedenis van Club Brugge - (1891-1919), Licentiaatsscriptie KULeuven, 2005. Gearchiveerd op 19 april 2021.
2. ↑  Les Liégeois aux championnats, Les Sports, 21 juni 1935